# Lonafarnib
Lonafarnib ist ein Arzneistoff, der unter dem Namen Zokinvy (Hersteller: Eiger BioPharmaceuticals) 2020 in den USA und 2022 in der EU zugelassen wurde zur Behandlung bestimmter Formen der Progerie (frühzeitige Vergreisung). Das Arzneimittel heilt die Krankheit nicht, verlangsamt aber das Voranschreiten.
Das Mittel wird oral angewendet (eingenommen).

## Hintergrund
Das Hutchinson-Gilford-Progerie-Syndrom (HGPS) ist eine extrem selten auftretende genetisch bedingte Erkrankung mit Zeichen einer vorzeitigen Alterung in mehr als einem Organ oder Gewebe (multisystemische Alterung). Klinische Merkmale sind Kleinwuchs, charakteristische Gesichtsmerkmale (zurückweichendes Kinn, schmale, spitze Nase, eng platzierte Zähne) Haar- und Körperfettverlust, kleine und zerbrechliche Knochen und Steifheit der Gelenke. HGPS kann durch Gentests diagnostiziert werden. Die durchschnittliche Lebenserwartung der Patienten liegt bei 14,5 Jahren.

Prozessierung von Prälamin A: Links: Das Vorläuferprotein Prälamin A wird sequenziell posttranslational – unter Beteiligung der Farnesyltransferase (FTase), der Zinkmetallopeptidase STE24 (kurz ZMPSTE24) und der Methyltransferase ICMT – prozessiert, wobei beim Gesunden das Lamin A entsteht. Rechts: Beim Hutchinson-Gilford-Progerie-Syndroms führt eine Mutation zur Synthese von verkürztem Prälamin A (Prälamin AΔ50), das der ZMPSTE24 für den letzten Prozessierungsschritt keinen Angriffspunkt bietet und farnesyliert verbleibt.
Prenylierungsmotiv: C=Cystein, S=Serin, I=Isoleucin, M=Methionin. Upstream-Spaltstelle: R=Arginin, S=Serin, Y=Tyrosin, L=Leucin, G=Glycin.

Die Erkrankung hängt mit einem genetisch bedingten Defekt des Zellkern-Strukturproteins Lamin A zusammen. Es spielt eine entscheidende Rolle bei der Integrität der Kernhülle, der Chromosomenorganisation, der DNA-Replikation und der Gentranskription. Bei Gesunden wird Lamin A aus der Vorstufe Prälamin A gebildet. Damit das zytosolische Protein an die Kernmembran gelangt, wird ein Farnesyl-Rest angehängt (Farnesylierung), der nach Erreichen der Membran wieder entfernt wird. Bei einem HPGS liegt ein durch Mutation im LMNA-Gen um 50 Aminosäuren verkürztes Prälamin A vor, das zudem dauerhaft farnesyliert ist (Progerin). Es wird angenommen, dass die Anhäufung von Progerin und Progerin-ähnlichen Proteinen für die klinischen Manifestationen der Krankheit verantwortlich ist.
Die Anhäufung der abnormen Proteine in den Zellen von Wänden großer Blutgefäße verursacht Entzündungen und Fibrosen.
Die ebenfalls extrem seltenen progeroiden Laminopathien (PL) sind genetisch mit HGPS verwandt und überschneiden sich in der Symptomatik. Sie können durch andere LMNA-Mutationen oder Mutation im ZMPSTE24-Gen verursacht sein.

## Wirkungsmechanismus
Lonafarnib bewirkt über die Hemmung des Enzyms Farnesyltransferase, dass verkürztes bzw. abweichendes Prälamin A gar nicht erst farnelysiert wird und reduziert in der Folge die Ansammlung von aberrantem Progerin und Progerin-ähnlichen Proteinen in der inneren Zellkernmembran. Dies führt zu einer Aufrechterhaltung der Zellintegrität und der normalen Funktion.
Der Wirkungsmechanismus von Lonafarnib hemmt auch den Prenylierungsschritt in der Replikation des Hepatitis-D-Virus (HDV) und damit die Fähigkeit des Virus, sich zu vermehren. Es gilt als potentieller Wirkstoff für die Behandlung einer HDV-Infektion.

## Chemisch-physikalische Eigenschaften
Lonafarnib ist ein nicht hygroskopisches weißes bis cremefarbenes Pulver, das praktisch unlöslich in Wasser und schwer löslich in Ethylacetat und Tetrahydrofuran ist.

## Zulassung
In der EU umfasst das zugelassene Anwendungsgebiet die Behandlung von Patienten in einem Alter ab 12 Monaten mit den folgenden seltenen Erkrankungen
- Hutchinson-Gilford-Progeria-Syndrom
- progeroide Laminopathien mit Verarbeitungsfehler im Zusammenhang mit einer heterozygoten LMNA-Mutation mit progerieähnlicher Proteinakkumulation oder einer homozygoten oder zusammengesetzten heterozygoten ZMPSTE24-Mutation.

Die Zulassung in den USA erfolgte im November 2020. Die EU-Zulassung erfolgte im Juli 2022 als „Zulassung unter außergewöhnlichen Umständen“.

### Nebenwirkungen und Anwendungsbeschränkungen
Sehr häufige Nebenwirkungen von Lonafarnib sind Erbrechen, Durchfall, verminderter Appetit, Übelkeit, Bauchschmerzen, Müdigkeit, Gewichtsverlust, Verstopfung und Infektionen der oberen Atemwege (Nasen- und Racheninfektionen); darunter, als schwerwiegende, erhöhte Leberenzymwerte, zerebrale Ischämie (verringerte Blutversorgung des Gehirns),
Fieber und Dehydrierung.

### Klinische Prüfung
Zwei Hauptstudien haben gezeigt, dass das Arzneimittel das Leben von Patienten mit dem Hutchinson-Gilford-Progeria-Syndrom und mit progeroiden Laminopathien mit Verarbeitungsfehler verlängert. An den Studien nahmen 62 Patienten teil, die Lonafarnib erhielten. Drei Jahre nach Beginn der Behandlung lebten die Patienten zwischen 2,5 Monaten und etwa einem halben Jahr länger als die 62 Patienten, die nicht an den Studien teilnahmen und denen Lonafarnib nicht gegeben wurde. Zum Zeitpunkt der letzten Nachbeobachtung (etwa 11 Jahre nach Beginn der Behandlung) lebten mit Lonafarnib behandelte Patienten (die möglicherweise auch weitere Behandlungen erhielten), durchschnittlich 4,3 Jahre länger als unbehandelte Patienten. In Anbetracht der begrenzten verfügbaren Daten könnte die zusätzliche Lebensdauer jedoch nur 2,6 Jahre betragen.

## Sonstiges
Lonafarnib hat zur Behandlung des HGPS und zur Behandlung einer Infektion mit dem Hepatitis-D-Virus in der EU einen Status als Orphan-Arzneimittel.